# La kosa rosa
La kosa rosa (The Pink Phink) è un film del 1964 diretto da Friz Freleng e Hawley Pratt. È il primo cortometraggio animato della serie Pantera Rosa, prodotto dalla DePatie-Freleng Enterprises e uscito negli Stati Uniti il 18 dicembre 1964.
Il corto è stato premiato con un Premio Oscar per il miglior cortometraggio d'animazione nel 1964.

## Trama
La Pantera Rosa e un pittore senza nome (noto come The Little Man) competono su quale colore debba essere utilizzato per dipingere una casa: blu o rosa. Ogni volta che il pittore tenta di utilizzare il blu, la pantera fa in modo di ostacolarlo con il rosa. Alla fine, la pantera riesce ad avere la meglio e a fare in modo che il pittore dipinga inavvertitamente tutta la casa di rosa. Questi, allora, decide di gettare sotto terra tutti i secchi di vernice rosa in modo che non li possa più usare nessuno, ma finisce per colorarsi di rosa il mondo intero. Per completare, la pantera dipinge di rosa anche l'uomo bianco. Così pittore si arrabbia e comincia a sbattere la testa contro una cassetta postale, mentre la pantera entra nella casa interamente rosa e il sole tramonta.

## Produzione
The Pink Phink è stato il primo corto animato con protagonista la Pantera Rosa di Blake Edwards. Venne prodotto in seguito al successo della popolare sequenza animata di introduzione del film La Pantera Rosa del 1963, in cui compariva per la prima volta la pantera animata. The Pink Phink uscì nelle sale il 18 dicembre 1964. Il cartone sarà negli anni seguito da una serie di altri 123 corti prodotti fino al 1980.
È stato il lavoro di debutto dello studio d'animazione di nuova fondazione DePatie-Freleng Enterprises, fondato da Friz Freleng dopo la sua collaborazione con la Warner Bros.

## Eredità
- Lo spunto della pantera che sostituisce una versione rosa di qualcosa per il colore originale, verrà riutilizzato nel corto The Pink Blueprint del 1966.
- Un episodio della serie animata, Il laboratorio di Dexter dal titolo "Sfida a colori", presenta un chiaro omaggio al corto; il cartone mostra Dexter (che prende il ruolo del pittore) mentre cerca di costruire un laboratorio blu, mentre una versione tutta rosa di sua sorella Dee Dee trova il modo intelligente per trasformare il laboratorio da blu a completamente rosa.
- In un episodio della serie La Pantera Rosa & Co. del 2009, la pantera inganna il Little Man (Nasone) a coprire l'esterno della casa in vernice, citando il corto originale.